# Palazzo dell'Università di Genova
Il Palazzo dell'Università di Genova o ex Collegio dei Gesuiti di Genova è un edificio sito in via Balbi, 5 a Genova, sede dal 1640 del Collegio dei Gesuiti, e dal 1775 dell'Università degli Studi Genova. Per la sua architettura e per le numerose opere d'arte che ospita è uno dei maggiori esempi di barocco genovese.

## Storia e descrizione
La costruzione del palazzo fu avviata negli anni trenta del Seicento dall'architetto comasco Bartolomeo Bianco, quale sede del collegio dei Gesuiti. L'opera fu finanziata e voluta dalla famiglia Balbi, proprietaria dei palazzi adiacenti, dai quali i gesuiti acquistarono nel 1623 un appezzamento di terreno in forte ascesa sul quale fu innalzato l'edificio che, sfruttando la pendenza del terreno, si articola in una serie di volumi ai quali il visitatore accede attraverso una successione di rampe e scalinate, con un'articolazione simile a Palazzo Tursi edificato a fine Cinquecento dal Ponzello.
A seguito della soppressione della Compagnia del Gesù, avvenuta nel 1773, il palazzo diviene sede dell'Università di Genova.
Il palazzo custodisce numerosi ambienti di notevole interesse storico ed artistico e importanti opere d'arte. Nell'atrio monumentale, fiancheggiano lo scalone una coppia di colossali leoni in marmo bianco, scolpiti su disegno di Domenico Parodi all'inizio del settecento. Fra le aule conservano la decorazione originale l'Aula di Legge, poi battezzata Aula Cabella, e l'Aula di Teologia, oggi Cappella universitaria, che conserva le sette formelle Bronzee con le Storie della Passione, capolavoro manierista di Giambologna realizzate per la distrutta cappella Grimaldi in San Francesco di Castelletto.
Il vasto spazio al primo piano affacciato su via Balbi è occupato dall'Aula Magna, edificata quale salone per gli esercizi spirituali. L'intera superficie delle pareti e della volta fu decorata tra il 1683 e il 1684 dal pittore Giovanni Andrea Carlone, già celebre per gli affreschi realizzati nella chiesa del Gesù di Roma sempre per la stessa Compagnia dei Gesuiti. Nella decorazione delle pareti, perfettamente conservata, spiccano su un fondo a grisaille con finte colonne e statue, voli di putti e ghirlande fiorite rese a vivaci colori. Il grande affresco della volta con il Trionfo del Nome di Gesù fu invece distrutto a seguito del bombardamento subito da Genova da parte dell'esercito piemontese, guidato dal generale Alfonso La Marmora, volto a soffocare la rivolta della città del 1849. Con il nuovo bombardamento alleato del 1944 crollò anche la decorazione ottocentesca realizzata in sostituzione della distrutta opera del Carlone, e fu quindi il pittore sardo Francesco Menzio a realizzare l'opera che attualmente ricopre la volta, a soggetto religioso, ispirata alla decorazione dei Portolani genovesi.
L'ala posteriore del palazzo, che un tempo ospitava i luoghi destinati alla vita privata dei padri gesuiti, è oggi occupata dal rettorato. Fra le aule di maggior pregio storico e artistico, disposte lungo l'antico corridoio di Sant'Ignazio, vi sono l'Aula Ligure e l’Aula della Meridiana. La prima, anticamente detta Oratorio Domestico rappresenta un capolavoro di decorazione barocca del pittore genovese Domenico Parodi, che la realizzò tra il 1704 e il 1709. In essa il pittore ideò una decorazione unitaria che ricopre uniformemente tutta la superficie della sala, dove, fra i finti marmi e architetture illusionistiche realizzate dal quadraturista bolognese Aldovrandini, dipinse sempre a finto rilievo le effigi della Vergine e dei santi della Compagnia.
L'aula della meridiana prende il nome dallo strumento per la misura del tempo realizzato nel 1771, dal francese Padre Correard come meridiana pavimentale in marmo e ottone. Fu poi convertita in biblioteca, prima dello spostamento dei volumi nell'antica Chiesa dei Santi Gerolamo e Francesco Saverio, sita in via Balbi 3 e appartenente al complesso del collegio, riconvertita in biblioteca universitaria. In anni recenti, la grande biblioteca, originata anch'essa dal patrimonio librario del collegio ed enormemente arricchita, è stata trasferita in Piazza Acquaverde nel palazzo un tempo sede dell'Hotel Colombo.
Il grande giardino del collegio, progettato alla fine del Settecento come una successione di terrazze digradanti sulla collina di Pietraminuta, dall'architetto Emanuele Tagliafichi, fu poi trasformato in giardino botanico e tuttora è utilizzato a questo scopo dall'università.

## Galleria d'immagini

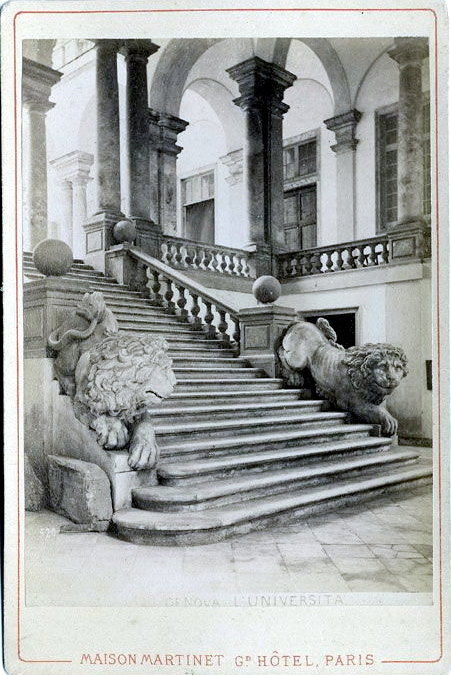
Anderson, James (1813-1877), Lo scalone del Parodi
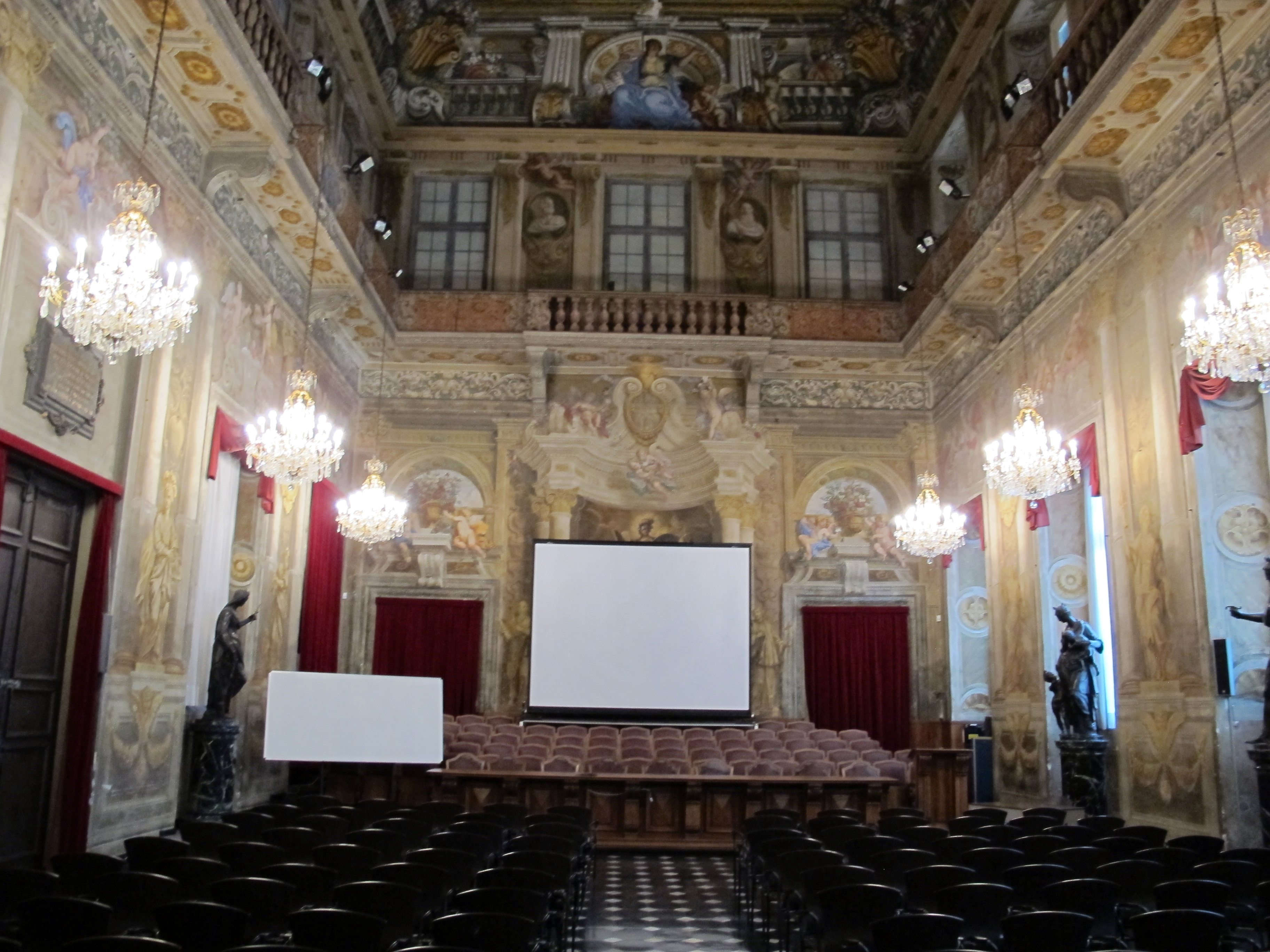
Aula Magna
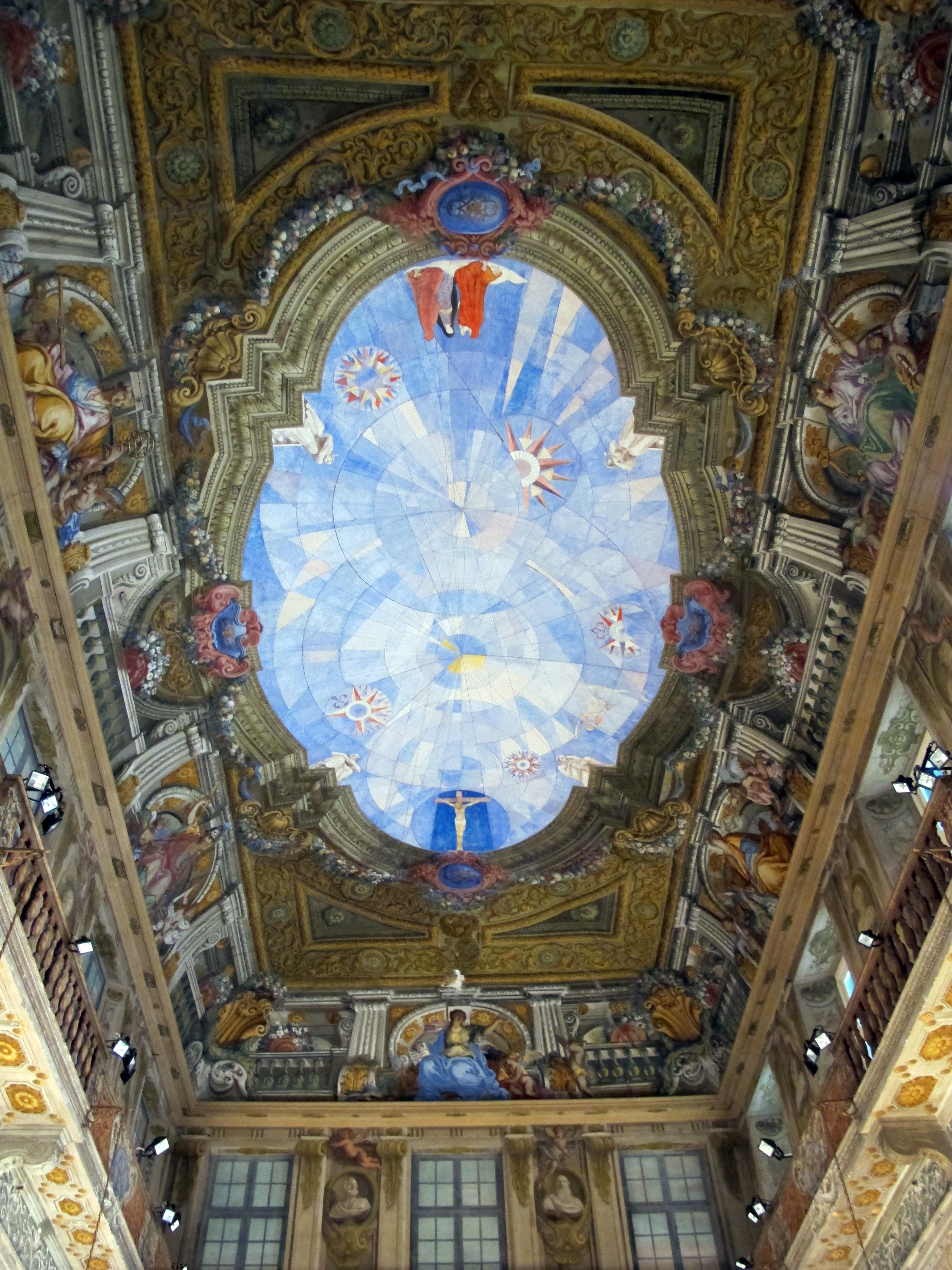
Volta dell'Aula Magna
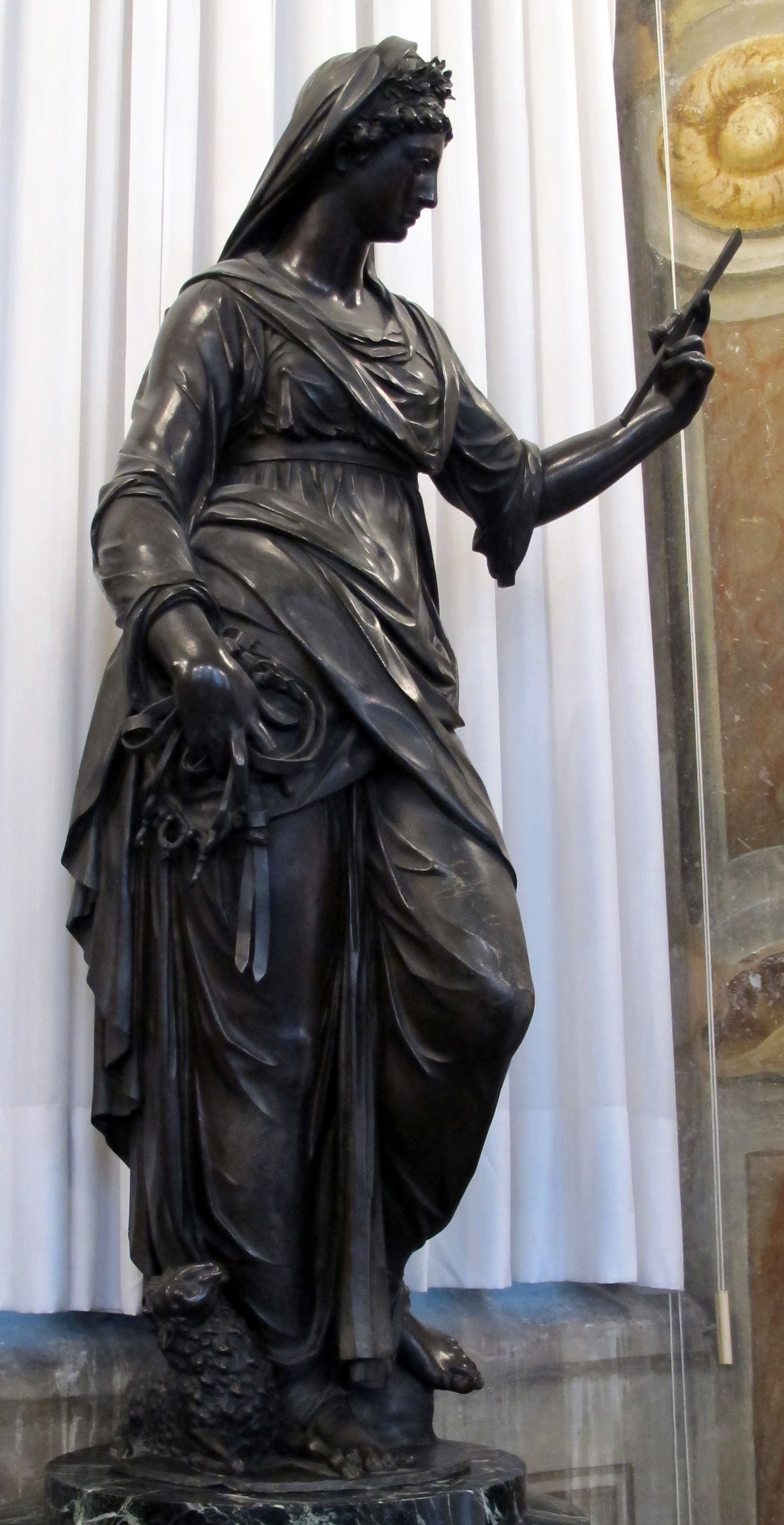
Giambologna, Virtù dalla cappella grimaldi in s. francesco di castelletto, 1582-90, La Temperanza.JPG
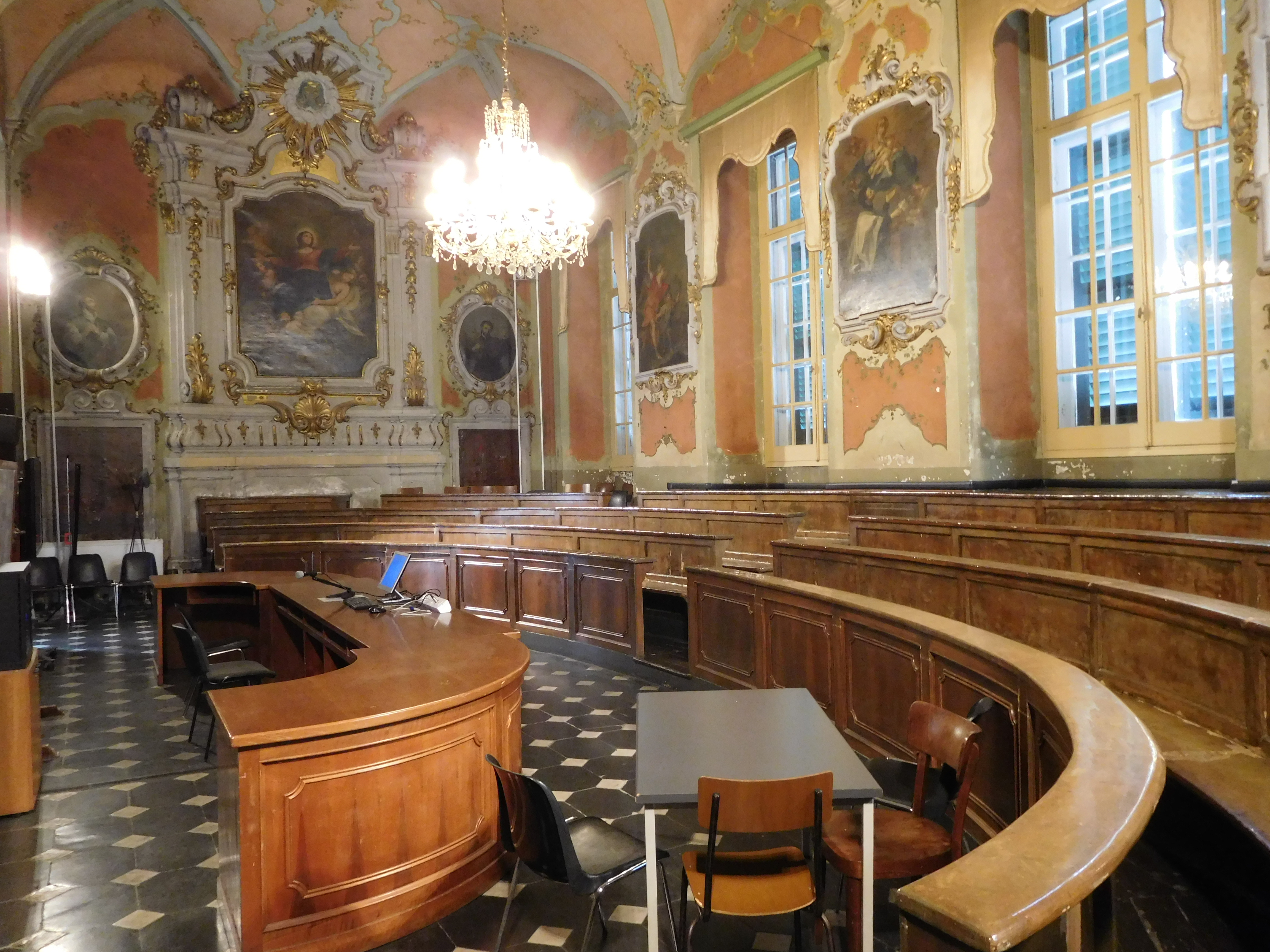
L'Aula di Legge, o Aula Cabella
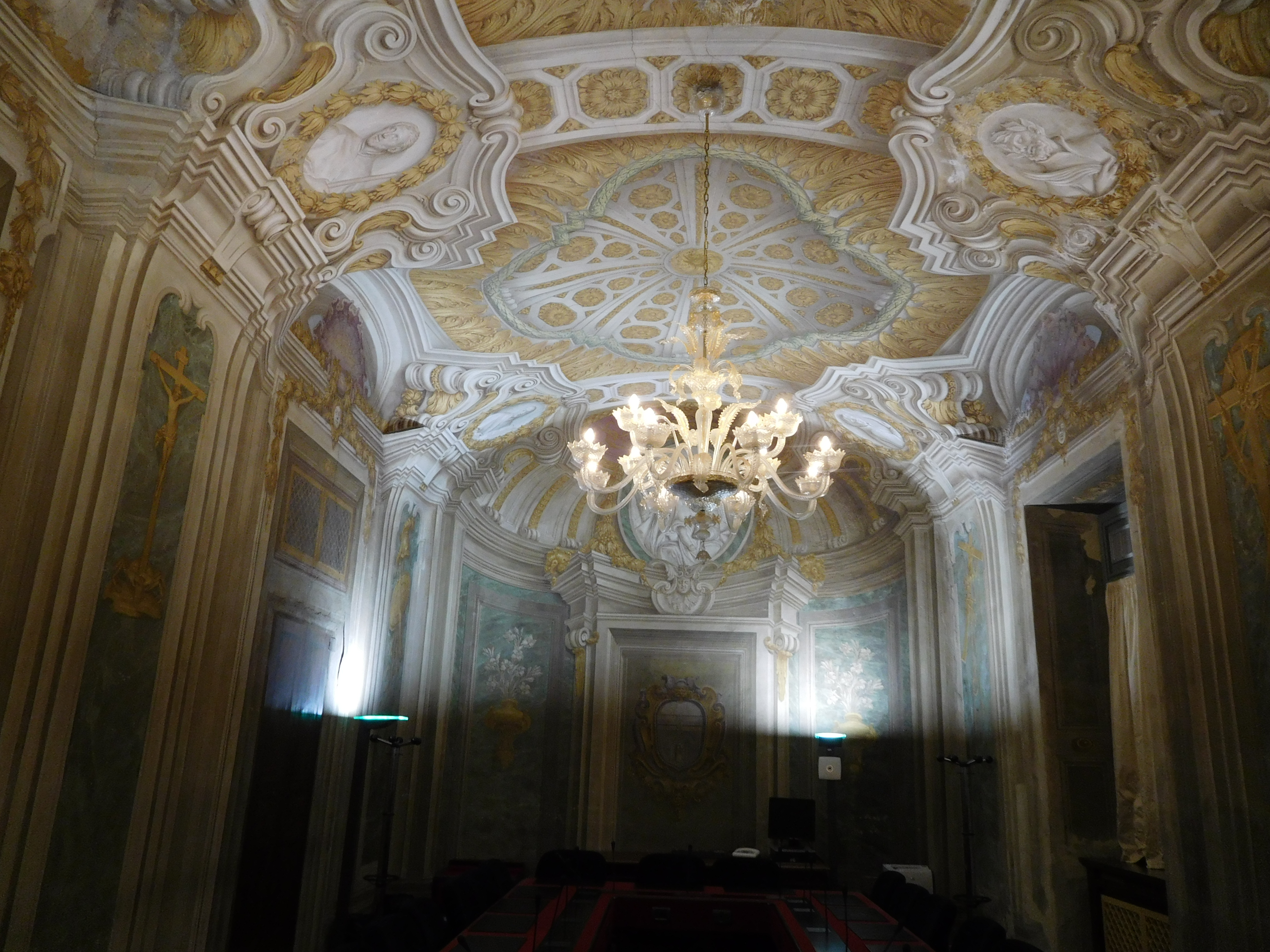
Domenico Parodi, Decorazione dell'Aula Ligure, 1709